# Shogunat
Shogunat kallas de medeltida japanska militärregeringar som styrdes av en shogun. Det första shogunatet 1185 till 1583 refererar till Kamakuraperioden (1185–1333) följd av Ashikagaperiooden (1338–1573). Det andra shogunatet eller Tokugawashogunatet är synonymt med Edoperioden mellan åren 1603 och 1868.